# Enner Valencia
Enner Remberto Valencia Lastra (San Lorenzo, 11 april 1989) is een Ecuadoraans voetballer die doorgaans als aanvaller speelt. Valencia debuteerde in 2012 in het Ecuadoraans nationaal elftal.

## Clubcarrière
Valencia speelde in de jeugd bij Caribe Junior. In 2008 tekende hij bij Club Sport Emelec, waarvoor hij op 10 maart 2010 zijn eerste competitiedoelpunt maakte tegen LDU Quito. In 131 wedstrijden maakte hij in totaal 27 doelpunten voor Emelec. In januari 2014 werd hij verkocht aan CF Pachuca. Daarvoor maakte hij op 18 januari 2014 zijn eerste doelpunt in de Mexicaanse Primera División tegen Club Tijuana. Valencia tekende in juli 2014 een vijfjarig contract bij West Ham United, dat vijftien miljoen euro voor hem betaalde. In zijn eerste seizoen in de Premier League speelde Valencia 32 competitiewedstrijden en daarnaast vier bekerduels in de FA Cup 2014/15.

## Clubstatistieken
| Seizoen | Club              | Competitie     | Competitie | Competitie | Competitie | Beker | Beker | Beker | Internationaal | Internationaal | Internationaal | Totaal | Totaal | Totaal |
| Seizoen | Club              | Competitie     | Wed.       | Dlp.       | Ass.       | Wed.  | Dlp.  | Ass.  | Wed.           | Dlp.           | Ass.           | Wed.   | Dlp.   | Ass.   |
| ------- | ----------------- | -------------- | ---------- | ---------- | ---------- | ----- | ----- | ----- | -------------- | -------------- | -------------- | ------ | ------ | ------ |
| 2010    | Club Sport Emelec | Serie A        | 0          | 0          | 0          | 0     | 0     | 0     | 11             | 1              | 0              | 11     | 1      | 0      |
| 2011    | Club Sport Emelec | Serie A        | 0          | 0          | 0          | 0     | 0     | 0     | 5              | 0              | 0              | 5      | 0      | 0      |
| 2012    | Club Sport Emelec | Serie A        | 40         | 13         | 8          | 0     | 0     | 0     | 14             | 0              | 3              | 54     | 13     | 11     |
| 2013    | Club Sport Emelec | Serie A        | 36         | 4          | 9          | 0     | 0     | 0     | 11             | 5              | 1              | 47     | 9      | 10     |
| 2013/14 | CF Pachuca        | Liga MX        | 23         | 18         | 2          | 1     | 0     | 0     | —              | —              | —              | 24     | 18     | 2      |
| 2014/15 | West Ham United   | Premier League | 32         | 4          | 4          | 5     | 1     | 0     | —              | —              | —              | 37     | 5      | 4      |
| 2015/16 | West Ham United   | Premier League | 19         | 4          | 2          | 4     | 0     | 1     | 1              | 1              | 0              | 24     | 5      | 3      |
| 2016/17 | West Ham United   | Premier League | 3          | 0          | 0          | 0     | 0     | 0     | 4              | 0              | 0              | 7      | 0      | 0      |
| 2016/17 | → Everton         | Premier League | 21         | 3          | 2          | 2     | 0     | 0     | —              | —              | —              | 23     | 3      | 2      |
| 2017/18 | Tigres UANL       | Liga MX        | 37         | 15         | 4          | 1     | 0     | 0     | 4              | 2              | 0              | 42     | 17     | 4      |
| 2018/19 | Tigres UANL       | Liga MX        | 31         | 5          | 2          | 6     | 3     | 2     | 10             | 7              | 1              | 47     | 15     | 5      |
| 2019/20 | Tigres UANL       | Liga MX        | 27         | 1          | 4          | 0     | 0     | 0     | 2              | 1              | 1              | 29     | 2      | 5      |
| 2020/21 | Fenerbahçe        | Süper Lig      | 34         | 12         | 5          | 1     | 1     | 0     | —              | —              | —              | 35     | 13     | 5      |
| 2021/22 | Fenerbahçe        | Süper Lig      | 25         | 7          | 5          | 2     | 1     | 0     | 6              | 5              | 0              | 33     | 13     | 5      |
| 2022/23 | Fenerbahçe        | Süper Lig      | 31         | 29         | 5          | 5     | 1     | 2     | 12             | 3              | 0              | 48     | 33     | 7      |
| 2023/24 | Internacional     | Série A        | 0          | 0          | 0          | 0     | 0     | 0     | 0              | 0              | 0              | 0      | 0      | 0      |
| 2024/25 | Internacional     | Série A        | 0          | 0          | 0          | 0     | 0     | 0     | 0              | 0              | 0              | 0      | 0      | 0      |
| TOTAAL  | TOTAAL            | TOTAAL         | 389        | 114        | 52         | 27    | 7     | 5     | 80             | 25             | 6              | 498    | 147    | 63     |

## Interlandcarrière
Valencia maakte op 29 februari 2012 zijn debuut in het Ecuadoraans voetbalelftal, in een oefeninterland tegen Honduras (2–0 winst). Op 19 november 2013 maakte hij zijn eerste interlanddoelpunt voor Ecuador, in het BBVA Compass Stadium in Houston (Texas), in een volgende oefeninterland tegen Honduras. Zijn tweede doelpunt voor Ecuador volgde op 5 maart 2014 in een oefenwedstrijd tegen Australië, in het New Den Stadium in het Engelse Bermondsey. Zijn derde interlanddoelpunt maakte Valencia op 31 mei 2014 tegen Mexico. Bondscoach Reinaldo Rueda nam hem op in de definitieve selectie voor het WK 2014. In de tweede groepswedstrijd besliste hij de wedstrijd met twee doelpunten, nadat Ecuador eerst 1–0 was achtergekomen tegen het Hondurees elftal. Het laatste groepsduel tegen Frankrijk eindigde doelpuntloos, waardoor Ecuador was uitgeschakeld. Bondscoach Gustavo Quinteros nam Valencia in mei 2015 op in de Ecuadoraanse selectie voor de Copa América 2015. In de groepsfase was hij tweemaal trefzeker; in het derde groepsduel tegen Mexico was hij de maker van de 2–0, waardoor Ecuador zijn eerste punten in de groep behaalde. Valencia was een jaar later ook actief met Ecuador op de Copa América Centenario en drie jaar daarna op de Copa América 2019.

## Erelijst
| Competitie          |                   |                              |                   |                   |
| Competitie          | Aantal            | Jaren                        |                   |                   |
| Club Sport Emelec   | Club Sport Emelec | Club Sport Emelec            | Club Sport Emelec | Club Sport Emelec |
| ------------------- | ----------------- | ---------------------------- | ----------------- | ----------------- |
| Kampioen Serie A    | 1x                | 2013                         |                   |                   |
| Tigres UANL         |                   |                              |                   |                   |
| Liga MX             | 2x                | 2017 Apertura, 2019 Clausura |                   |                   |
| Fenerbahçe          |                   |                              |                   |                   |
| Turkse voetbalbeker | 1x                | 2022/23                      |                   |                   |